# هوتارو آکانه
هوتارو آکانه (انگلیسی: Hotaru Akane؛ زاده ۲۵ اکتبر ۱۹۸۳) بازیگر پورنوگرافی اهل ژاپن متولد استان اوساکا است.